# Tatankacephalus
Tatankacephalus cooneyorum is een plantenetende ornitischische dinosauriër, behorend tot de groep van de Ankylosauria, die tijdens het vroege Krijt leefde in het gebied van het huidige Montana.

## Vondst en naamgeving
De typesoort Tatankacephalus cooneyorum is in 2009 benoemd en beschreven door het echtpaar William L. Parsons en Kirsten Parsons. De geslachtsnaam is afgeleid van Oglala tatanka, "bizon", en Klassiek Grieks kephalè, "hoofd", een verwijzing naar de bolle kop als bij een bizon. Daarnaast was de naam bedoeld als een woordspeling omdat het dier volgens de beschrijvers gebouwd was als een M4 Sherman, de belangrijkste Amerikaanse tank uit de Tweede Wereldoorlog. De soortaanduiding eert het gezin van John Patrick Cooney.
Het fossiel werd opgegraven in 1996, 1997 en 1998 in het gebied van de Middle Dome in Wheatland County. De vindplaats was maar drie meter in het vierkant; de rotsen behoren tot de Himesafzetting van de Cloverlyformatie die dateert uit het Aptien-Albien, ongeveer 110 miljoen jaar oud. Het holotype, MOR 1073, bestaat uit een licht beschadigde schedel, zonder onderkaken, die in verschillende fragmenten is teruggevonden. Die omvatten de praemaxillae; het tussenschot van de neusholte; een stuk bovenkaaksbeen met neusbeen; de onderkant van de achterste zijkant; en het achterste schedeldak met daaraan verbonden het achterhoofd, de hersenpan, de achterkant van het verhemelte en de bovenkant van de achterste rechterzijkant. Daarnaast zijn nog wat ribben, twee losse beenplaten van het huidpantser en een tand geborgen. Het exemplaar was volwassen.

## Beschrijving
Tatankacephalus is een middelgrote ankylosauriër, met een lengte van ongeveer vier meter.
De beschrijvers stelden in 2009 enkele onderscheidende kenmerken vast. De achterrand van het schedeldak is vergroot maar niet door groeven overdwars in segmenten verdeeld. De processus paroccipitalis, een uitsteeksel op het achterhoofd, heeft zelf een uitsteeksel aan de buitenste zijkant, dat een hol buitenste vlak heeft. Boven de wanghoorn op het quadratojugale bevindt zich een osteoderm met kiel. 
Volgens de beschrijvers is de schedel niet vervormd en maakt dit het mogelijk een onderscheid te maken met de in dezelfde formatie voorkomende ankylosauriër Sauropelta, hoewel de schedel daarvan slecht bekend is. Hij heeft een geschatte totale lengte van 32 centimeter. De schedel is langer dan breed. Het schedeldak is bedekt met vergroeide kopplaten, caputegulae, welke osteodermen echter onvolledig bewaard zijn gebleven. Het puntje van de vermoedelijk afhangende snuit ontbreekt en ook het tanddragende deel van de bovenkaken. De kop is sterk bollend en loopt van achteren laag af. Ook het achterhoofdsgat is omlaag gericht, zodat de kop met de snuit naar de grond gehouden werd. De processus occipitalis is in bovenaanzicht niet zichtbaar. Op het achterhoofd is een grote doorlopende beenrichel. De oogkassen zijn rond. De schedel is bedekt met vele aangegroeide huidverbeningen. Een daarvan, op het jukbeen, draagt een uitstekende richel, een uniek kenmerk of autapomorfie van de soort. De relatief grote losse tand is een centimeter hoog en breed en draagt links en rechts vijf kartelingen. Een verbrede tandbasis of cingulum zoals bij de meeste ankylosauriden ontbreekt wellicht, hoewel verwering dit lastig vaststelbaar maakt. De praemaxilla draagt minstens drie tanden. De lege tandkassen in de schedel laten zien dat deze tanden vrij ver uit elkaar stonden. Van de twee losse beenplaten of osteodermen is er één intact; die heeft een lengte van 137 en een breedte van 115 millimeter. Hij is hol en kegelvormig.
De beschrijvers vermoedden dat de bepantsering bedekt was met een hoornlaag die glanzend was maar gedempte kleuren bezat.

## Fylogenie
Volgens een voorlopige kladistische analyse van de beschrijvers behoort Tatankacephalus tot de Ankylosauridae (terwijl Sauropelta een nodosauride is) en is daarbinnen nauw verwant aan Gastonia. Hij zou binnen de groep een vrij basale positie ingenomen hebben, zoals blijkt uit het behoud van de tanden voor in de bovenkaken en het niet afgedekt worden van het slaapvenster door het lichaamspantser. Latere analyses echter tonen een positie in de Nodosauridae, volgens Victoria Megan Arbour in een basale positie net boven Gargoyleosaurus. Een behoren tot de Nodosauridae verklaart de aanwezigheid van premaxilliare tanden en maakt het onwaarschijnlijk dat een staartknots aanwezig was zoals de beschrijvers eerst speculeerden.